# Onore delle armi
L'onore delle armi è un particolare tipo di riconoscimento militare, un onore cavalleresco che si conferisce in ambito militare per rendere ossequio al valore dell'avversario sconfitto.
Al termine di un combattimento o comunque di un conflitto nel quale il soccombente abbia mostrato particolare e leale valore, è regola fra tutte le armate organizzate rendere ossequio a tale valore ed alla lealtà dell'avversario con una cerimonia di alto significato cavalleresco e di vibrante attestazione di stima, appunto detta "onore delle armi".

## Il rito
All'armata sconfitta è consentito di passare in rassegna una rappresentanza dell'esercito vittorioso, schierata nella forma più prestigiosa che le condizioni consentano (in genere la cerimonia è celebrata sul campo di battaglia).
L'armata sconfitta, seppure disarmata, viene inquadrata all'ordine del suo comandante, al quale è temporaneamente lasciata la sciabola, simbolo del comando, e sfila come se fosse stata la vincitrice.
Ha diritto di bandiera, può cioè sfilare con la propria bandiera di guerra impennata, cioè sventolata come d'ordinario e non ammainata né abbrunata.
L'esercito vittorioso, al passaggio del valoroso avversario sconfitto, presenta le armi (esegue il noto comando del "presentat'arm") in segno di rispetto.

## Significato e storia
L'onore delle armi è di antica origine e pare che sia stato concesso dai Romani a truppe di popoli sconfitti; i legionari lo avrebbero poi adottato come regola d'onore, applicandone alcuni concetti ai loro trionfi. Intorno all'anno 1000 era ormai di generale diffusione la conoscenza di questo istituto, sebbene la sua applicazione fosse ancora rara.
La cerimonia ha un altissimo valore morale ed è fra le più importanti cerimonie militari, certamente la più importante nei rapporti fra due corpi armati avversari; è considerata sacerrima, talché qualsiasi atto volto a impedirne o disturbarne la celebrazione è spesso punito con la massima sanzione applicabile dal vigente codice militare per il reato di tradimento (in genere la fucilazione alla schiena).
Di tutte le forme militari è forse quella che più francamente si rivolge alle truppe, alla semplice bassa forza, essendovi sempre in una sconfitta una presunzione di errore degli ufficiali e dei quadri.
In genere la forza che ha ricevuto l'onore delle armi riceverà, pur sconfitta, anche un importante riconoscimento in seno alla forza armata di appartenenza in patria.
La decisione circa la concessione dell'onore delle armi spetta all'ufficiale dell'armata vittoriosa che sul campo ha diretto le operazioni per la sua parte. Nella maggioranza delle armate la decisione del comandante sul campo è incontestabile (nessun superiore che non fosse sul campo potrebbe mai cassarla, impedirla o sanzionarla).
Il comandante della forza sconfitta ha generalmente il dovere di richiederla al suo omologo vittorioso, superando qualsiasi considerazione personale, in presenza di particolari azioni oggettivamente eroiche da parte dei suoi sottoposti. La richiesta può essere rifiutata, senza obbligo di motivazione, ma con conseguenze sul piano della reputazione.
Nel 1555 le truppe della sconfitta Repubblica di Siena lo ottennero dai vincitori fiorentini. 
Durante la ritirata di Caporetto, il 31 ottobre del 1917 nella battaglia di Ragogna la Brigata Bologna e 4 battaglioni della Brigata Barletta, esaurite le munizioni, ricevono l'onore delle armi dai tedeschi. I tedeschi resero inoltre l'onore delle armi ai greci durante la seconda guerra mondiale; il generale Wilhelm List, incaricato nel contesto della invasione della Grecia di attaccare la Linea Metaxas, rese l'onore delle armi ai soldati greci che vi si erano asserragliati. Questi resistettero anche oltre alla caduta dell'esercito intero greco (21 aprile 1941) e si arresero solo il 23 aprile successivo. Il generale vincitore non rese prigionieri i soldati che si arresero e decretò che venissero lasciati liberi di andare mantenendo le bandiere di guerra, a condizione di deporre le armi. Venne ordinato ai soldati tedeschi di salutare militarmente la truppa e gli ufficiali durante la resa.
Svariate unità italiane ottennero l'onore delle armi durante la seconda guerra mondiale. Fu concesso dalle forze britanniche alle truppe guidate da Salvatore Castagna durante la battaglia di Giarabub. Fu anche concesso agli italiani comandati dal Duca d'Aosta che resistettero strenuamente all'assedio dell'Amba Alagi e a quelli guidati da Guglielmo Nasi nella battaglia di Gondar.
Il 21 novembre del 1941 nella Battaglia di CulQualber, combattuta in Abissinia (attuale Etiopia), alle forze italiane venne concesso, dopo un’estenuante e gloriosa difesa, anche utilizzando armi bianche, l’onore delle armi da parte delle truppe anglo-indigene. In particolare fu insignita della Medaglia d’Oro al Valor Militare la bandiera della Benemerita Arma dei Carabinieri, guidati dal maggiore Alfredo Serranti, per l’eroico comportamento tenuto durante la difesa del passo di Culqualber. L'episodio più celebre è però quello della 185ª Divisione paracadutisti "Folgore", che ottenne l'onore delle armi dagli Alleati al termine della seconda battaglia di El Alamein terminata nel novembre 1942.